# دشت رود
دشت رود رودی است که به خلیج گواتر می‌ریزد. این رود از کشور پاکستان می‌گذرد.